# Peckolus parvus
Peckolus parvus är en skalbaggsart som beskrevs av Clarke H. Scholtz och Henry Fuller Howden 1987. Peckolus parvus ingår i släktet Peckolus och familjen bladhorningar. Inga underarter finns listade i Catalogue of Life.